# Neshta
Neshta - virusul belarusian din anul 2005. Numele virusului vine din cuvantul bielorus "Neshta" care înseamnă "ceva"/"something" . Virusul este un program Win32 scris în limbajul de programare Delphi. Mărimea originală a fișierului malițios este de 41472 octeți (bytes) . 
Bazele de date ale soluțiilor antivirus definesc virusul Neshta ca fiind:
- Virus.Win32.Neshta.a - Kaspersky Antivirus
- Win32.HLLP.Neshta - Dr. Web
- Win32.Neshta - ESET Nod32
- Win32.Neshuta - Symantec
- Win32.Apanas - Avast

## Simptomele virusului
Aplicația infectată nu pornește. Fiecare fișier cu extensia .exe a crescut în dimensiune cu 41472 octeți. Virusul se creează în folderul de sistem cu denumirea "svchost.com", asemeni unui serviciu vital din Windows.
În regiștrii se creează cheia: [HKEY_CURRENT_USER \ exefile \ shell \ open \ command] @ = "% WINDIR% \ svchost.com \"% 1 \ "% *"
Prin urmare, toate fișierele .exe infectate, odată pornite vor crea la rândul lor noi copii ale virusului cu denumirea fișierului "svchost.com".

## Mesajul autorului
Există 2 versiuni ale virusului - "a" și "c" . Versiunea "a" conține un mesaj de la autor:
„«Delphi-the best. F**k off all the rest. Neshta 1.0. Made in Belarus. Pryvitanne ўsim tsikavym ~ ~ belarus_kim dzyaўchatam. Aliaksandr Rygoravich you taksama. Vosen - kepskaya couple ... Alivaryya - lepshae Piva! Best regards 2 Tommy Salo. [Nov-2005] yours [Dziadulja Apanas] »”
Textul este scris în mare parte în Bielorusă, parțial în Engleză. 
Traducere: "<< Delphi este cel mai bun. Dă-le naibii pe restul (limbaje de programare). Neshta 1.0 creat în Belarus. Restul să fie curățat [traducere aproximativă - cenzurată]. Salutare toată lumea ~ ~ fetele din Belarus interesante. Alexander G. , salutări și ție. Toamna - un moment nepotrivit pentru a porni. Olivariya - cea mai bună bere. Cele mai bune urări Tommy Salo."

## Fapte
- În 2007, cel mai mediatizat caz de infecție informatică cu virusul Neshta a fost defectarea calculatoarele celei mai mari bănci din Belarus, care a rezultat în oprirea tranzacțiilor bancare pentru câteva zile.
- Agențiile de aplicare a legii din Belarus în 2006, au anunțat intenția lor de a găsi creatorul virusului, dar nici în ziua de azi nu este cunoscut numele său.
- În adiție țărilor din Comunitatea Statelor Independente, virusul s-a răspândit (mai puțin semnificativ) în Statele Unite ale Americii, Canada, Polonia, Germania, Brazil și alte țări.